# Château d'Acoz
Le château d'Acoz également connu sous le nom de château Pirmez se situe à Acoz, section de la commune belge de Gerpinnes, dans la province de Hainaut.
C'est un édifice en pierre calcaire situé au milieu d’un parc dans la vallée de la Biesme qui alimente les douves. Du vaste quadrilatère fortifié remontant à la fin du XVIe ou au début du XVIIe siècle ne subsistent qu’une tour isolée du nord-ouest et deux ailes à l’est et au sud, fortement transformées aux XVIIIe et XIXe siècles.

## Histoire
Démembrement de l'ancien domaine carolingien de Gerpinnes, la seigneurie d'Acoz appartenait au comte de Namur. Acquise en 1543 par la famille de Marotte, elle passa ensuite aux de Quiévrain en 1727, puis en 1759 par héritage à Jacques d'Udekem (1758-1829) (ancêtre de l'actuelle reine Mathilde de Belgique). Le fils de Jacques d'Udekem, Gérard (1785-1866) vendit la propriété aux Pirmez en 1860. Bien qu'ayant subi des transformations et agrandissements au cours des siècles, le château actuel a gardé quelques parties anciennes datant du XVIe siècle. En 1865, Octave Pirmez, archéologue à ses heures, explora un cimetière mérovingien de vingt-cinq tombes dans le bois du château, au lieu-dit Monplaisir.
Y furent trouvés des armes (fer de lance à ailerons, scramasaxes coutelas franc) et divers objets de bronze.
En 1876, il y découvrait un trésor monétaire romain de cent cinquante pièces contenues dans une olla aux effigies de Néron, Vespasien, Domitien, Adrien, Antonin, Faustine et Sabine.
En 2001, la propriété est rachetée par Tony Cammaert, un antiquaire et restaurateur anversois spécialisé dans l'art japonais. Il la restaure entièrement (8ha de terrain, 800 m2 de bâtisse, 49 pièces),.
Il existe un bâtiment homonyme, à Gilly, construit en 1876 par l'industriel Eudore Pirmez, administrateur de Solvay, directeur de la Banque nationale de Belgique et plusieurs fois ministre, notamment de l'Intérieur.